# Christopher Taylor (athlétisme)
Pour les articles homonymes, voir Christopher Taylor et Taylor.
Christopher Taylor (né le 1er octobre 1999 à Spanish Town) est un athlète jamaïcain, spécialiste du 400 mètres.

## Biographie
Vainqueur du 400 m lors des Championnats du monde cadets 2015, à Cali, en portant son record personnel à 45 s 27,il remporte le 200 m des championnats panaméricains juniors 2017. Le 24 juin 2018, il porte son record à 44 s 88, également record national junior, lors des Championnats nationaux.
En 2021, lors des Jeux olympiques de Tokyo, Christopher Taylor descend pour la première fois de sa carrière sous les 45 secondes en établissant le temps de 44 s 92 en demi-finale. Il se classe 6e de la finale en améliorant de nouveau son record personnel en 44 s 79. Il termine par ailleurs 6e de la finale du relais 4 × 400 mètres.
Aux championnats du monde 2022, à Eugene, il se classe 7e de l'épreuve du 400 m et remporte la médaille d'argent de l'épreuve du relais 4 × 400 mètres en compagnie de Akeem Bloomfield, Nathon Allen et Jevaughn Powell.

## Palmarès
| Date | Compétition                        | Lieu      | Résultat | Epreuve   | Temps         |
| ---- | ---------------------------------- | --------- | -------- | --------- | ------------- |
| 2015 | Championnats du monde cadets       | Cali      | 1er      | 400 m     | 45 s 27       |
| 2016 | Championnats du monde juniors      | Bydgoszcz | 3e       | 4 x 400 m | 3 min 4 s 83  |
| 2017 | Championnats panaméricains juniors | Trujillo  | 1er      | 200 m     | 20 s 38       |
| 2017 | Championnats panaméricains juniors | Trujillo  | 2e       | 4 x 100 m | 39 s 74       |
| 2017 | Championnats panaméricains juniors | Trujillo  | 2e       | 4 x 400 m | 3 min 3 s 77  |
| 2018 | Championnats du monde juniors      | Tampere   | 2e       | 400 m     | 45 s 38       |
| 2018 | Championnats du monde juniors      | Tampere   | 2e       | 4 x 100 m | 38 s 96 (NJR) |
| 2021 | Jeux olympiques                    | Tokyo     | 6e       | 400 m     | 44 s 79       |
| 2021 | Jeux olympiques                    | Tokyo     | 6e       | 4 × 400 m | 2 min 58 s 76 |
| 2022 | Championnats du monde              | Eugene    | 7e       | 400 m     | 45 s 30       |
| 2022 | Championnats du monde              | Eugene    | 2e       | 4 × 400 m | 2 min 58 s 58 |
| 2022 | Championnats NACAC                 | Freeport  | 1er      | 400 m     | 44 s 63       |
| 2022 | Championnats NACAC                 | Freeport  | 2e       | 4 × 400 m | 3 min 5 s 47  |

## Records
| Épreuve | Temps               | Lieu     | Date         |
| ------- | ------------------- | -------- | ------------ |
| 100 m   | 10 s 11 (+ 1,1 m/s) | Kingston | 30 juin 2018 |
| 200 m   | 20 s 35 (0,0 m/s)   | Kingston | mars 2018    |
| 400 m   | 44 s 63             | Freeport | 20 août 2022 |